# Seres Gábor
Seres Gábor (Budapest, 1959. október 8. –) magyar labdarúgó, középpályás.

## Pályafutása
Az FTC-ben kezdett futballozni, majd a KSI játékosa lett. Ezt követően az Újpesti Dózsában szerepelt.
1977 és 1982 között a Volán labdarúgója volt. Az élvonalban 1979. november 17-én mutatkozott be a Diósgyőri VTK ellen, ahol 0–0-s döntetlen született. Az 1982–83-as idénytől a Vasas játékosa volt. Az 1983–84-es szezonban ősszel még Angyalföldön, tavasszal ismét a Volánban szerepelt. Az élvonalban összesen 144 mérkőzésen szerepelt és 22 gólt szerzett.